# Санта Мама (Арецо)
Санта Мама је насеље у Италији у округу Арецо, региону Тоскана.
Према процени из 2011. у насељу је живело 115 становника. Насеље се налази на надморској висини од 289 м.